# Osred I.

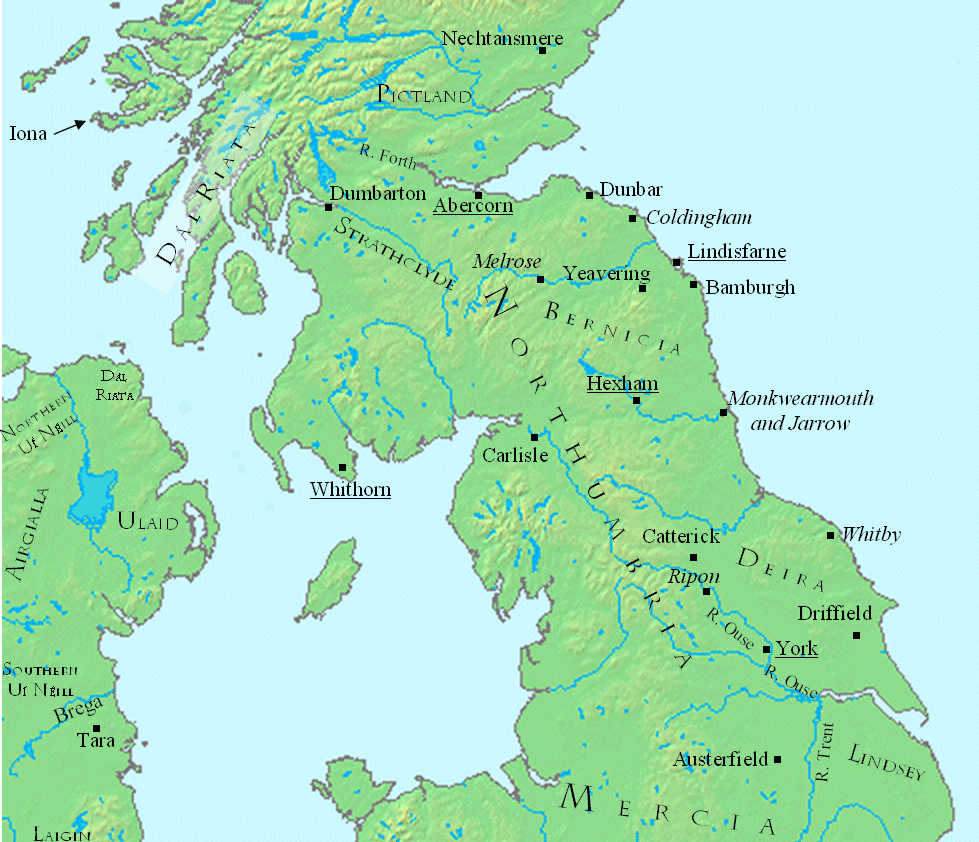
Northumbria zur Zeit Osreds

Osred I. (auch Osredus, Osrit, Osræd; * 696; † 716) war in den Jahren von 706 bis zu seinem Tod König des angelsächsischen Königreiches Northumbria.

## Leben

### Familie
Osred war der Sohn des Königs Aldfrith (686–705) von Northumbria. Ob dessen einzige bekannte Frau Cuthburga (fl. um 700–718/725), die spätere Äbtissin von Wimborne Abbey, die Mutter seiner Kinder war, ist unbekannt. Osreds Geschwister waren Offa († 750) und möglicherweise auch Osric (718–729). In religiösen Kontexten wird die Heilige Osanna von Jouarre als Osreds Schwester dargestellt. Von modernen Historikern wird die Verwandtschaft mit ihr als legendenhaft abgelehnt.

### Herrschaft
Als König Aldfrith 705 erkrankte, war die Thronfolge nicht gesichert, da sein Sohn Osred erst etwa acht oder neun Jahre alt war. Am 14. Dezember 705 starb Aldfrith in Driffield. Einige Historiker datieren seinen Tod abweichend auf das Jahr 704. Es begann eine Zeit politischer Wirren, in der sich zunächst Eadwulf, ein northumbrischer Adeliger, gegen die Anhänger Osreds durchsetzen konnte. Zunächst wurde Eadwulf von Wilfrid, dem Bischof von York, unterstützt, der von Aldfrith ins Exil getrieben worden war und nun eine Wiedereinsetzung in sein Amt erhoffte. Nachdem entsprechende Annäherungen erfolglos blieben, unterstützte Wilfrid fortan Osred. Eadwulfs Herrschaft dauerte nur zwei Monate. In der Nähe von Bamburgh kam es zu militärischen Auseinandersetzungen mit den Anhängern Osreds, zu denen dessen Tante Ælfflæd, Bischof Wilfrid und Ealdorman Beorhtfrith zählten. Eadwulf unterlag und musste ins Exil gehen.
Osred folgte auf den Thron. Er war der erste belegte minderjährige König in der angelsächsischen Geschichte. Die dynastischen Streitigkeiten waren jedoch nur kurzfristig beigelegt und es begann eine Epoche des wirtschaftlichen und kulturellen Niedergangs. Osred scheint finanzielle Probleme gehabt zu haben und konnte das hochwertige Münzwesen seines Vaters nicht aufrechterhalten. Die als Regenten herrschenden Ealdormen Berhtred und Beorhtfrith nutzten ihre Position, um sich zu Lasten des Staates zu bereichern.
Wilfrid wurde Osreds Ziehvater, erhielt jedoch sein Bistum York dennoch nicht zurück. Auf der vom Erzbischof von Canterbury Bertwald (693–731) 706 am Fluss Nidd in North Yorkshire einberufenen Synode wurde Wilfrid als northumbrischer Bischof von Hexham und als Abt von Ripon bestätigt. Während Osreds Herrschaft wurde der Krieg gegen die Pikten fortgesetzt. Im Jahr 711 errang der Ealdorman (praefectus) Beorhtfrith einen Sieg zwischen den Flüssen Avon und Carron im heutigen Verwaltungsbezirk Falkirk im südlichen Schottland. Die eigenständige Herrschaft des jungen Osred dauerte nicht lange. Der Angelsächsischen Chronik folgend fiel er 716 in einer Schlacht, wahrscheinlich im Kampf gegen Pikten. Wilhelm von Malmesbury, ein Chronist des 12. Jahrhunderts, überlieferte hingegen, dass Osred einer Verschwörung zum Opfer fiel, doch ist das wohl nur eine Hypothese. Mit seinem Tod endete das fast ununterbrochene Königtum der Nachfahren von Æthelfrith (592–616) und ging auf Cenred über, dessen Herkunft sich auf eine Nebenlinie des Dynastiegründers Ida zurückführen ließ.

### Charakter
Osreds Charakter wurde ambivalent geschildert. Zu seinen Lebzeiten wurde Osred von Beda Venerabilis mit dem biblischen König Joschija, einem Förderer des Glaubens, verglichen. In späteren Schriften schrieb Beda hingegen von einem Verfall der kirchlichen Werte. Der zeitgenössische Bonifatius beschrieb ihn als unmoralischen Wüstling, der mit Nonnen Unzucht trieb. Quellen des 9. Jahrhunderts werfen ihm vor northumbrische Adlige ermordet oder in Klosterhaft verbannt zu haben. Im 11. Jahrhundert wurde er von Folcard im Zusammenhang mit John von Beverley (705–718), dem Bischof von York, erwähnt und als religiös und gläubig dargestellt.